# Qumis
Qumis (neupersisch und arabisch قومس, DMG Qūmis; altgriechisch Κωμισηνή Kōmisēnē, lateinisch Comisene) war eine kleine Provinz im alten und mittelalterlichen Iran (Persien). Sie lag zwischen dem Elburs-Gebirge im Norden und der Wüste Dascht-e Kawir im Süden. Ihre Hauptstadt war Hekatompylos (auch Schahr-e Qumis oder einfach Qumis), die 600 n. Chr. durch Damghan ersetzt wurde.
Komisene war ein Grenzland von Medien gegenüber der Parthyene (Parthien). In der sassanidischen Ära grenzte Qumis im Westen an die Provinz Ray und im Norden an die Provinz Gurgan. Die Große Chorasan-Straße zweiteilte Qumis. Weitere Städte in der Provinz waren Choara (Chuwar), Semnan, Bistam, und Biyar (heute Beyardschomand).
856 ereignete sich ein Erdbeben in Qumis. Es hatte eine geschätzte Stärke von 7,9–8,1 MS, zerstörte den größten Teil der Provinz und forderte zahlreiche Tote.
Der Name „Qumis“ kam im 11. Jahrhundert außer Gebrauch.